# Говорцова Ольга Олексіївна
Óльга Олексі́ївна Говорцóва (біл. Вольга Аляксееўна Гаварцова; * 23 серпня 1988, Пінськ, СРСР) — білоруська професійна тенісистка.
- Переможниця 8 турнірів WTA у парному розряді.
- Екс-8-а ракетка світу в юніорському рейтингу.
- Переможниця 1 юніорського турніру Великого шолома в парному розряді (Вімблдон-2004).
- Фіналістка парного турніру Orange Bowl-2003.[1]
- Півфіналістка 4 юніорських турнірів Великого шолома в парному розряді (двічі — US Open).

## Загальна інформація
Батьків уродженки Пінська звуть Тетяна і Олексій. У Ольги також є два брати — Ілля та Олександр.
Громадянка Білорусі має двох домашніх улюбленців — собак породи чіхуахуа (Лакі і Чіп).
Говорцова в тенісі з 6 років.
На корті Ольга воліє діяти за задньою лінією. Улюблений удар — форхенд, улюблене покриття — ґрунт, улюблений турнір — Дубай. Метою кар'єри ставить потрапляння в Top10 рейтингу WTA.
Уродженка Пінська володіє білоруською, російською та англійською мовами.

## Спортивна кар'єра
Вперше взяла участь у професійному тенісному турнірі в 14 років (у Мінську, турнір Міжнародної федерації тенісу ITF). У тому ж році завоювала престижний юніорський тенісний трофей Orange Bowl у віковій категорії до 14 років. Через рік у Рамат ха-Шароні (Ізраїль) виграла свій перший турнір ITF в парі з Вікторією Азаренко і вперше вийшла у фінал в одиночному розряді. Наступного року вони з Азаренко виграли Вімблдонський турнір серед дівчат у парному розряді.
Виграла свій перший турнір ITF в одиночному розряді у 2007 році в Мінську. Сезон 2007 року закінчила в числі 50 найсильніших тенісисток світу одиночної класифікації.
Перший фінал турніру WTA Говорцова провела у 2008 році в Мемфісі (у півфіналі перемогла 18-у ракетку світу Шахар Пеєр, у фіналі програла Ліндсі Девенпорт). Через місяць вона з Едіною Галловіц з Румунії вийшла в Чарлстоні (Південна Кароліна) у свій перший фінал турніру WTA в парному розряді. Не будучи посіяними, вони перемогли у чвертьфіналі третю пару турніру Квєту Пешке і Ренне Стаббс, а у півфіналі — найсильнішу пару світу Кару Блек і Лізель Губер перед тим, як поступитися у фіналі посіяним другими Катарині Среботнік і Ай Суґіямі. Ще через місяць Говорцова виграла свій перший турнір WTA в Стамбулі в парі з Джилл Крейбас (США). У червні досягла найвищої для себе на даний момент 35-ї позиції в рейтингу. На Олімпіаді в Пекіні вона поступилася у першому колі посіяній під четвертим номером Серені Вільямс. У парному розряді з Дар'єю Кустовою вони вийшли у друге коло, де програли українкам Альоні та Катерині Бондаренко. Після цього Говорцова піднялася на вищу для себе позицію в рейтингу і в парному розряді.
У вересні 2009 року Говорцова додала до своєї колекції титулів дві перемоги в турнірах WTA в парному розряді, в Гуанчжоу і Ташкенті, одержані протягом двох тижнів. У своєму останньому турнірі сезону, Кубку Кремля (з 2009 року турнір прем'єр-категорії) вона вийшла до фіналу одиночного розряду, де поступилася італійці Франчесці Ск'явоне.
У наступних сезонах Говорцова чотири рази завершувала рік серед ста найкращих тенісисток світу в одиночному розряді, хоча лише двічі дійшла до фіналу турніру WTA (у 2010 році в Понте-Ведра Біч та у 2013 році в Ташкенті). Її найкращим результатом на турнірах Великого шолома в одиночному розряді є вихід до 1/8 фіналу Вімблдону у 2015 році; Говорцова, яка на той момент займала 122-е місце у рейтингу, вийшла до основної сітки з кваліфікації і послідовно перемогла трьох суперниць із першої сотні, зокрема посіяну 25-ю Алізе Корне.
В парах вона завоювала п'ять титулів на турнірах WTA, з них три — у 2011 році (загалом вісім), і ще п'ять разів програвала у фіналах. Її найбільш значуща перемога була здобута на Відкритому чемпіонаті Китаю 2010 року — турнірі категорії Premier Mandatory, де вона завоювала титул в парі з господаркою корту Чжуан Цзяжун. Протягом 2011 року вона піднялася до 24-ї позиції в рейтингу тенісисток у парному розряді — вищої за кар'єру. У цьому ж році вона допомогла команді Білорусі пробитися до II Світової групи Кубку Федерації після шести перемог у шести зустрічах із суперницями з Австрії, Хорватії, Греції, Польщі та Естонії, однак наступного року білоруська команда не змогла втримати зайнятих позицій, програвши спочатку США, а потім збірній Швейцарії. У 2015 році Говорцова виграла з Азаренко вирішальну парну зустріч у плей-оф II Світової групи у Японії, знову забезпечивши білоруській команді появу у світовій еліті в наступному сезоні. У 2016 році Говорцова, програвши обидві свої зустрічі в одиночному розряді у матчі зі збірною Канади, зуміла в парі з Олександрою Саснович перемогти у вирішальній грі матчу (Саснович також виграла обидві свої одиночні зустрічі) і вивести білоруську команду до плей-оф I Світової групи. Там у квітні 2016 року білоруські тенісистки здобули дострокову перемогу над збірною Росії (два своїх матчі виграла Вікторія Азаренко) і вийшли до вищого дивізіону Кубку Федерації ще до парної зустрічі, де Говорцова і Аріна Соболенко програли Олені Весніній і Дар'ї Касаткіній.

## Рейтинг на кінець року
| Рік  | Одиночний рейтинг | Парний рейтинг |
| 2016 | 198               | 249            |
| 2015 | 69                | 364            |
| 2014 | 145               | 137            |
| 2013 | 95                | 60             |
| 2012 | 57                | 61             |
| 2011 | 114               | 44             |
| 2010 | 74                | 29             |
| 2009 | 52                | 72             |
| 2008 | 49                | 58             |
| 2007 | 49                | 404            |
| 2006 | 334               | 467            |
| 2005 |                   | 731            |
| 2004 | 600               | 677            |

## Виступи на турнірах

### Фінали турнірівWTAв одиночному розряді (4)

#### Поразки (4)
| Легенда: До 2009 року          | Легенда: З 2009 року    |
| ------------------------------ | ----------------------- |
| Турніри Великого шолома (0)    |                         |
| Олімпіада (0)                  |                         |
| Підсумковий чемпіонат року (0) |                         |
| 1-а категорія (0)              | Premier Mandatory (0+1) |
| 2-а категорія (0)              | Premier 5 (0)           |
| 3-я категорія (0+1)            | Premier (0+1)           |
| 4-а категорія (0)              | International (0+5)     |
| 5-а категорія (0)              | International (0+5)     |

| Титули за покриттям | Титули за місцем проведення матчів турніру |
| ------------------- | ------------------------------------------ |
| Хард (0+5)          | Зал (0+1)                                  |
| Ґрунт (0+2)         | Зал (0+1)                                  |
| Трава (0+1)         | Відкрите повітря (0+7)                     |
| Килим (0)           | Відкрите повітря (0+7)                     |

| №  | Дата              | Турнір               | Покриття | Суперник у фіналі  | Рахунок      |
| 1. | 1 березня, 2008.  | Мемфіс, США          | Хард(i)  | Ліндсі Девенпорт   | 2-6 1-6      |
| 2. | 25 жовтня, 2009.  | Москва, Росія        | Хард(i)  | Франческа Ск'явоне | 3-6 0-6      |
| 3. | 11 квітня, 2010.  | Понте-Ведра-Біч, США | Ґрунт    | Каролін Возняцкі   | 2-6 5-7      |
| 4. | 14 вересня, 2013. | Ташкент, Узбекистан  | Хард     | Бояна Йовановськи  | 6-4 5-7 36-7 |

### Фінали турнірівWTA 125таITFв одиночному розряді (12)

#### Перемоги (6)
| Легенда:         |
| ---------------- |
| WTA 125 (0)      |
| 100.000 USD (1)  |
| 75.000 USD (0)   |
| 50.000 USD (0)   |
| 25.000 USD (2)   |
| 10.000 USD (0+1) |

| Титули за покриттям | Титули за місцем проведення матчів турніру |
| ------------------- | ------------------------------------------ |
| Хард (2+1)          | Зал (3)                                    |
| Ґрунт (2)           | Зал (3)                                    |
| Трава (0)           | Відкрите повітря (3+1)                     |
| Килим (2)           | Відкрите повітря (3+1)                     |

| №  | Дата             | Турнір                 | Покриття | Суперник у фіналі       | Рахунок           |
| 1. | 15 квітня, 2007. | Джексон, США           | Ґрунт    | Мелісса Торрес-Сандовал | 6-1 6-1           |
| 2. | 11 травня, 2007. | Мінськ, Білорусь       | Килим(i) | Єва Грдінова            | 6-7(5) 6-2 6-3    |
| 3. | 12 лютого, 2012. | Мідленд, США           | Хард(i)  | Магдалена Рибарикова    | 6-3 6-7(6) 7-6(5) |
| 4. | 22 лютого 2015   | Кройцлінген, Швейцарія | Килим(i) | Ребекка Срамкова        | 6-2 6-1           |
| 5. | 21 березня 2015  | Севілья, Іспанія       | Ґрунт    | Марина Заневська        | 7-5 6-2           |
| 6. | 18 вересня 2016  | Чжухай, Китай          | Хард     | Іпек Сойлу              | 6-1 6-2           |

#### Поразки (6)
| №  | Дата                | Турнір                     | Покриття | Суперник у фіналі | Рахунок        |
| 1. | 16 листопада, 2003. | Рамат-ха-Шарон, Ізраїль    | Хард     | Шахар Пеєр        | 1-6 0-6        |
| 2. | 29 листопада, 2003. | Хайфа, Ізраїль             | Хард     | Шахар Пеєр        | 1-6 7-6(4) 3-6 |
| 3. | 18 лютого, 2007.    | Сент-Пол, США              | Хард(I)  | Софія Арвідссон   | 6-2 1-6 4-6    |
| 4. | 13 травня, 2007.    | Індіан-Харбур-Біч, США     | Ґрунт    | Бетані Маттек     | 5-7 6-1 1-6    |
| 5. | 5 червня, 2011.     | Ноттінгем, Велика Британія | Трава    | Елені Даніліду    | 6-1 4-6 2-6    |
| 6. | 7 серпня 2016       | Гранбі, Канада             | Хард     | Дженніфер Бреді   | 5-7 2-6        |

### Фінали турнірівWTAв парному розряді (14)

#### Перемоги (8)
| №  | Дата            | Турнір                     | Покриття | Партнер             | Суперниці у фіналі                  | Рахунок           |
| 1. | 24 травня 2008  | Стамбул, Туреччина         | Ґрунт    | Джилл Крейбас       | Марина Еракович Полона Герцог       | 6-1 6-2           |
| 2. | 20 вересня 2009 | Гуанчжоу, Китай            | Хард     | Тетяна Пучек        | Кіміко Дате-Крумм Сунь Тяньтянь     | 3-6 6-2 [10-8]    |
| 3. | 27 вересня 2009 | Ташкент, Узбекистан        | Хард     | Тетяна Пучек        | Віталія Д'яченко Катерина Деголевич | 6-2 6-7(1) [10-8] |
| 4. | 10 жовтня 2010  | Пекін, Китай               | Хард     | Чжуан Цзяжун        | Хісела Дулко Флавія Пеннетта        | 7-6(2) 1-6 [10-7] |
| 5. | 19 лютого 2011  | Мемфіс, США                | Хард(i)  | Алла Кудрявцева     | Андреа Главачкова Луціє Градецька   | 6-3 4-6 [10-8]    |
| 6. | 12 червня 2011  | Бірмінгем, Велика Британія | Трава    | Алла Кудрявцева     | Сара Еррані Роберта Вінчі           | 1-6 6-1 [10-5]    |
| 7. | 27 серпня 2011  | Нью-Хейвен, США            | Хард     | Чжуан Цзяжун        | Сара Еррані Роберта Вінчі           | 7-5 6-2           |
| 8. | 26 травня 2012  | Страсбург, Франція         | Ґрунт    | Клаудіа Янс-Ігначик | Наталі Грандин Владимира Угліржова  | 6-7(4) 6-3 [10-3] |

#### Поразки (6)
| №  | Дата            | Турнір              | Покриття | Партнер         | Суперниці у фіналі                | Рахунок           |
| 1. | 20 квітня 2008  | Чарлстон, США       | Ґрунт    | Едіна Галловіц  | Катарина Среботнік Ай Суґіяма     | 2-6 2-6           |
| 2. | 31 липня 2011   | Колледж-парк, США   | Хард     | Алла Кудрявцева | Саня Мірза Ярослава Шведова       | 3-6 3-6           |
| 3. | 25 лютого 2012  | Мемфіс, США         | Хард(i)  | Віра Душевіна   | Андреа Главачкова Луціє Градецька | 3-6 4-6           |
| 4. | 14 вересня 2013 | Ташкент, Узбекистан | Хард     | Менді Мінелла   | Тімеа Бабош Ярослава Шведова      | 3-6 3-6           |
| 5. | 6 квітня 2014   | Монтеррей, Мексика  | Хард     | Тімеа Бабош     | Дар'я Юрак Меган Мултон-Леві      | 6-7(5) 6-3 [9-11] |
| 6. | 24 вересня 2016 | Гуанчжоу, Китай     | Хард     | Віра Лапко      | Ейжа Мухаммад Пен Шуай            | 2-6 6-7(3)        |

### Фінали турнірівWTA 125таITFв парному розряді (5)

#### Перемоги (1)
| №  | Дата               | Турнір                  | Покриття | Партнер           | Суперниці у фіналі            | Рахунок |
| 1. | 16 листопада, 2003 | Рамат-ха-Шарон, Ізраїль | Хард     | Вікторія Азаренко | Наталі Нері Даніела Стейнберг | 6-0 6-3 |

#### Поразки (4)
| №  | Дата             | Турнір           | Покриття | Партнер           | Суперниці у фіналі               | Рахунок        |
| 1. | 18 квітня, 2004  | Бол, Хорватія    | Ґрунт    | Вікторія Азаренко | Ганна Бастрикова Алла Кудрявцева | 4-6 1-6        |
| 2. | 10 квітня, 2005  | Мінськ, Білорусь | Килим(i) | Катерина Полуніна | Олександра Панова Ольга Панова   | 5-7 3-6        |
| 3. | 4 листопада 2012 | Тайбей, Тайвань  | Хард(i)  | Чжан Кайчжень     | Чжань Хаоцин Крістіна Младенович | 7-5 2-6 [8-10] |
| 4. | 7 серпня 2016    | Гранбі, Канада   | Хард     | Юлія Глушко       | Джеймі Льоб Ан-Софі Местах       | 4-6 4-6        |